# Casa parohială ortodoxă din Ilia
Casa parohială ortodoxă din Ilia este un monument istoric aflat pe teritoriul satului Ilia; comuna Ilia. În Repertoriul Arheologic Național, monumentul apare cu codul 86829.09.